# 764-й истребительный авиационный полк
764-й истребительный авиационный полк ПВО (794-й иап ПВО) — воинская часть авиации войск Противовоздушной обороны Вооружённых сил СССР, выполнявшая задачи противовоздушной обороны, вошедшая в состав Вооружённых сил СССР и России.

## История
764-й истребительный авиационный полк был сформирован 7 ноября 1952 года (войсковая часть 40373, впоследствии войсковая часть 31533).
Выдержка из формуляра 764-го иап:

Согласно Директиве Военного министра СССР № ОРГ/3/79348 от 15 февраля 1952 года и Главного управления Командующего Войсками ПВО № ОМУ/2/1573527 от 25 марта 1952 года началось формирование 87-й истребительной авиационной дивизии ПВО, в состав которой вошли 763-й, 764-й, 765-й истребительные авиационные полки и 908-й отдельный авиационно-технический батальон. Формирование дивизии и полков закончилось 7 ноября 1952 года. Эта дата стала официальным днём образования полка.

1 июня 2009 года 764-й иап и части обеспечения были преобразованы в 6977-ю авиационную базу II разряда (6977-я АвБ, войсковая часть 40383).
23 ноября 2010 года 6977-я АвБ была переформирована в авиационную группу Краснознамённой Оршанской ордена Суворова гвардейской 6980-й авиационной базы 1-го разряда Шагол (г. Челябинск) с базированием на аэродроме Большое Савино (АвГ 6980-й АвБ, военная часть 69806-2; «2» — вторая авиагруппа 6980-й АвБ).
В полку проходили службу Герои Советского Союза — А. А. Вильямсон, Н. В. Иванов, П. Л. Грищенко, И. Е. Жуков.
В этом полку служил лётчик С. И. Сафронов, погибший 1 мая 1960 года в ходе операции по уничтожению самолёта-шпиона U-2.

## Командиры
На первоначальном этапе формирование 764-го иап возглавлял майор В. Е. Шор. 13 мая 1952 года первым командиром полка был назначен подполковник И. М. Толстоногов.
С декабря 1958 по 1960 годы полк возглавлял подполковник А. А. Вильямсон.
С марта 1965 года командиром 764-го иап стал полковник Г. П. Пастухов.

## Самолёты на вооружении

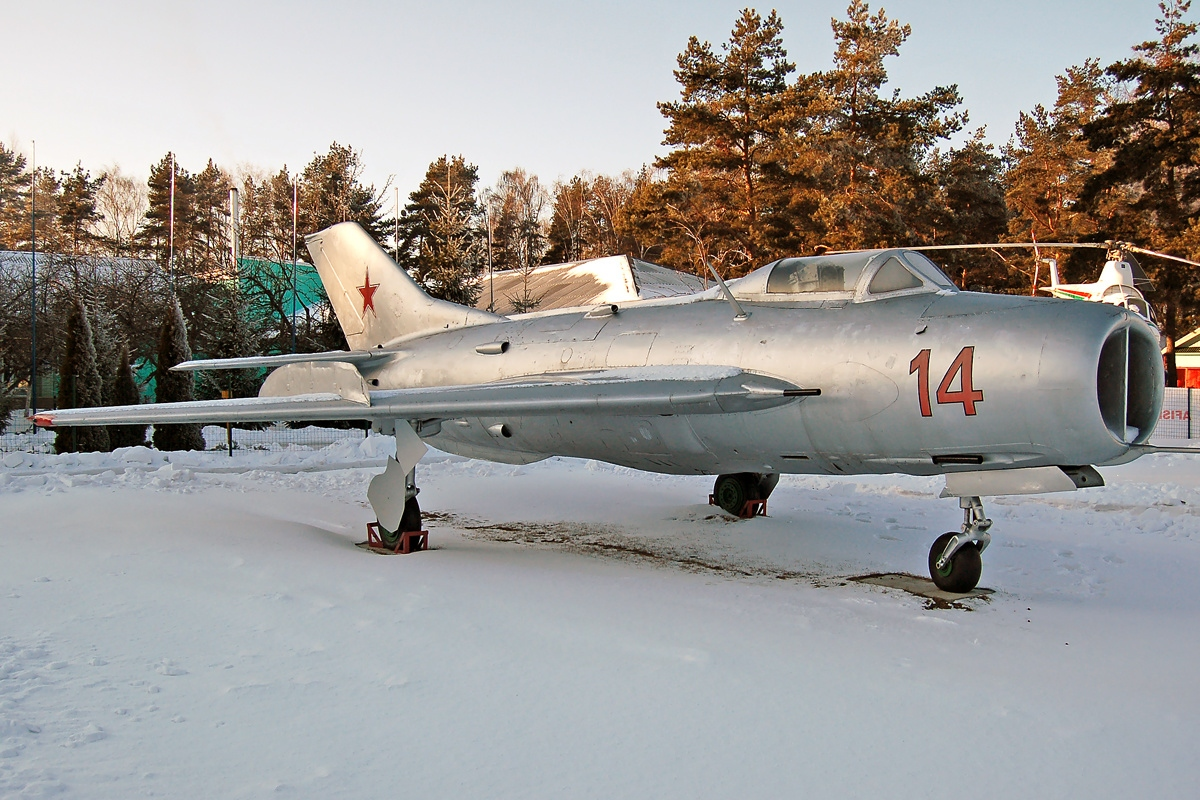
МиГ-19
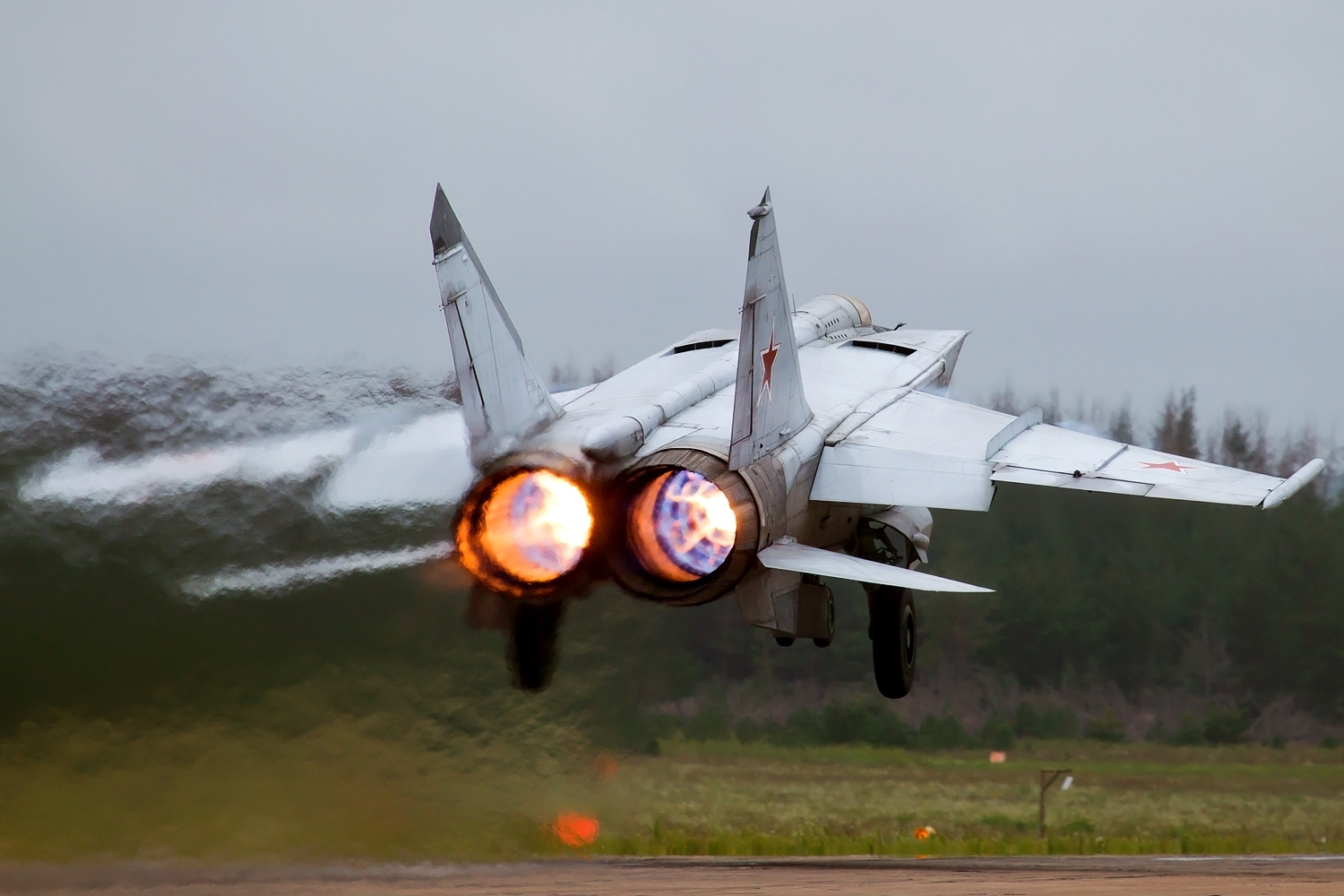
МиГ-25

| Период      | Самолёты |
| ----------- | -------- |
| 1953 — 1956 | МиГ-15   |
| 1956 — 1961 | МиГ-17   |
| 1959 — 1971 | МиГ-19   |
| 1971 — 1994 | МиГ-25   |
| 1994 —      | МиГ-31   |

- МиГ-19
- МиГ-25
- МиГ-31